# ريان سبان
ريان جماري سبان (بالإنجليزية: Ryan Jamari Spann؛ مواليد 24 أغسطس 1991) هو مُقاتل فنون قتالية مختلطة أمريكي.

## وصلات خارجية
- ريان سبان على موقع يو إف سي (الإنجليزية)
- ريان سبان على موقع شيردوغ (الإنجليزية)
- ريان سبان على موقع Tapology.com (الإنجليزية)